# Junkerhof (Memmingen)
Der Junkerhof im oberschwäbischen Memmingen ist ein unter Denkmalschutz stehendes Gebäude. Es hat die heutige Adresse Zangmeisterstraße 10. Das Gebäude liegt innerhalb des unter Ensembleschutz stehenden Bereichs der Memminger Altstadt in der alten Welfenstadt. Westlich des Gebäudes befindet sich der Hermansbau. Als dessen Gartenhaus wurde der Junkerhof 1766 als eingeschossiger, mit drei zu einer Achse bestehender Bau genutzt. Er besitzt ein Mansarddach. Die Gliederung wird durch genutete Lisenen erreicht. Die Fenster sind stichbogig. Im Inneren befinden sich an den Wänden in Stuckrahmen vier Landschaften in Braunmalerei. Über den Fenstern befinden sich Rocaillen und Putten. In dem Gebäude befinden sich mehrere Deckengemälde. Diese zeigen die Huldigung an eine Frau mit Kugel und Szepter, Ceres, ein Putto bringt einen Fruchtkorb. Daneben befinden sich Apoll und Diana und weitere olympische Götter. An der Westwand ist ein aus grauem Marmor bestehender Kamin.